# Paul Westerberg
Paul Westerberg (31 de dezembro de 1959) é um músico americano, mais conhecido como formador e líder, além de escritor das músicas, da banda The Replacements, uma das primeiras bandas de rock alternativo da década de 1980. Segue sua carreira solo até hoje, que começou após a desintegração dos Replacements (1979-1991).

## Biografia
Paul Westerberg nasceu em 31 de dezembro de 1959 em Minneapolis, Minnesota, EUA, e foi o líder da banda de rock alternativo The Replacements, formada em 1979 e que permaneceu na atividade até 1991. Por volta de 1978-1979, Paul trabalhava como porteiro/zelador em sua cidade natal quando, de acordo com um historiador do Replacements, ao voltar de um dia de trabalho, ele ouviu uma banda de punk-rock praticando num porão. Westerberg se envolveu com o grupo e convenceu o então cantor que ele seria quicado da banda pelos outros membros - Bob Stinson (guitarra), Chris Mars (bateria) e Tommy Stinson (baixista que na época tinha apenas 12 anos). O cantor acabou deixando a banda e Westerberg passou a integrá-la. A princípio a banda se chamou The Impediments, mas o nome foi trocado para "The Replacements" depois que várias casas de show recusaram-se a anunciar a banda pelo seu nome original.
Durante sua juventude, Westerberg enfrentou sérios problemas de saúde. Sofreu muito com vícios e a depressão. Numa entrevista realizada em 1987, Westerberg afirmou que anos antes havia tentado se matar. A experiência foi contada na canção "The Ledge", do álbum "Pleased to Meet Me", dos Replacements. Deixou de abusar do álcool e das drogas na época do lançamento do disco "Don't Tell a Soul", dos Replacements. Entretanto, só se afastou definitivamente dos vícios em 1992. Foi curado da depressão em 1998.
Após a desintegração dos Replacements, o músico iniciou definitivamente sua carreira solo que se deu início na criação de duas músicas para o filme Singles, de 1992 - "Dyslexic Heart" e "Waiting for Somebody". Westeberg já havia manifestado anteriormente sua vontade de gravar um disco solo, sonho que só foi realizado no ano seguinte com "14 Songs", lançado em julho de 1993. Apesar das boas críticas recebidas, o álbum falhou ao tentar lançar o compositor no mainstream. Três anos depois, Paul lançou seu segundo álbum solo, "Eventually". Assim como "14 Songs" e praticamente toda a discografia dos Replacements, "Eventually" também ganhou boas críticas, mas falhou ao se tornar um sucesso comercial durante a época de seu lançamento, em abril de 1996.
No primeiro semestre de 1997, Westerberg deixou o selo Reprise Records, e gravou um EP sob o alter-ego e nome de "Grandpaboy" com a gravadora independente Soundproof/Monolyth Records, de Boston. O selo tinha como coproprietário Darren Hill, que anteriormente havia tocado baixo com Westerberg. Na época do lançamento do EP, em agosto de 1997, Westerberg assinou contrato com a Capitol e lançou "Suicane Gratification" - aclamado como seu melhor trabalho solo e lançado no começo de 1999. Mas infelizmente, naquela época a Capitol enfrentava sérias dificuldades que acabou culminando no então lançamento prematuro do disco. Westerberg acabou deixando a Capitol e praticamente desapareceu da cena musical até 2002, quando surpreendeu ao anunciar seu complicado projeto intitulado "Stereo/Mono". Ele havia assinado com a Vagrant Records com a intenção de lançar um disco duplo, gravado metade em estéreo, metade em mono. Visivelmente entusiasmado com o novo material, ele decidiu lançar o lado mono também sob o alter-ego de Grandpaboy, dois meses antes do lado stereo. Para promover o novo trabalho, Paul iniciou uma pequena turnê que tinha a maioria dos shows realizados em lojas de disco. Paralelamente, Westerberg estava produzindo um documentário em vídeo, que registrava algumas dessas performances além de reunir entrevistas e os bastidores dos shows - se tratava de "Come Feel Me Tremble: The Documentary", lançado em novembro de 2003. Um mês antes, em outubro, estava nas lojas mais um trabalho de Westerberg, o disco também chamado de "Come Feel Me Tremble" - que foi considerado a "trilha sonora" do documentário. Naquele momento, ainda, "Dead Man Shake" foi lançado - mais um disco que saiu sob seu alter-ego, Grandpaboy. Um ano depois, o último disco solo de Westerberg foi lançado - "Folker", gravado nos estúdios de sua casa. Seu último trabalho foi basicamente focado em seu lado pessoal e introspectivo, destacando uma afetuosa lembrança de seu pai, vista na faixa intitulada "My Dad". Em 2005, uma coletânea que reunia suas melhores músicas, lados B, e outtakes foi lançada. "Besterberg: Best of Paul Westerberg" estava nas lojas em maio de 2005. No final daquele ano, Paul se reuniu com alguns ex-Replacements para a gravação de duas novas faixas que foram destaque do disco "Don't You Know Who I Think I Was? - The Best of the Replacements", lançado em junho de 2006.
Westerberg também realizou alguns projetos paralelos que se tratavam basicamente da criação de trilhas sonoras para filmes e seriados. Essa carreira se deu início com o filme "Singles", de 1992; o próximo passo foi a gravação da música "Let's Do It (Let's Fall in Love)", juntamente com Joan Jett, importante figura feminina do rock & roll, em 1995, para o filme "Tank Girl". No mesmo ano, foi a vez da canção "Silver Naked Ladies" integrar a trilha sonora de "Tommy Boy (The Movie)". O longa "I Am San" tinha "Nowhere Man" na trilha. Os seriados "Melrose Place" (1995), e "Friends" (1994), contaram com as músicas "A Star Is Bored" e "Stain Yer Blood", respectivamente.
Em meados de 2006, Paul Westerberg foi ainda convidado a participar da criação da trilha sonora do longa de animação "Open Season", da Sony Pictures Animation. Westerbeg escreveu várias novas canções para o filme, além de fornecer antigas músicas.
Em 17 de julho de 2008, foi anunciado que em "49 de julho" (19 de julho) Paul Westerberg lançaria um álbum com 49 minutos de duração e que custaria 49 centavos. O álbum, "49:00... Of Your Time/Life" foi lançado em 21 de julho de 2008 em MP3 para download. Poucas semanas depois do disco ser lançado, parou de ser vendido. Logo depois, também em MP3, foi lançada uma música intitulada "5:05" (que fazia referência com o fato de que o 49:00 tinha apenas 43:55 minutos de duração, 49 com os 5:05 adicionais).
Ao longo do ano, Pul lançou novas canções, todas em MP3 para download: "3oclockreep", "Finally Here Once", "Bored of Edukation", "Always in a Manger," "Streets of Laredo," e "D.G.T.".
Paul Westerberg é casado com Laurie Lindeen (guitarrista da banda Zuzu's Petals). O casal tem um filho, Johnny, nascido em 1998 e que inclusive cantou na música "Whatever Makes You Happy", do disco "Suicaine Gratifaction".
Talvez Paul nunca tenha recebido os devidos méritos pelo seu talento. Mas certamente tem esses méritos dentro do coração de quem conhece seu legado. Certamente é um dos maiores músicos e compositores que o mundo já viu, e com uma peculiaridade: continua vivo - apesar dos problemas comuns a todos os músicos com suas características que vieram a falecer (Kurt Cobain, John Lennon, etc.).

## Discografia

### Álbuns
- 14 Songs (Sire/Reprise, 1993)
- Eventually (Reprise, 1996)
- Suicane Gratification (Capitol Records, 1999)
- Stereo/Mono (Vagrant, 2002)
- Come Feel Me Tremble (Vagrant, 2003)
- Dead Man Shake [sob o alter-ego de Grandpaboy] (Fat Possum, 2003)
- Folker (Vagrant, 2004)
- 49:00... Of Your Time/Life (2008)

### EPs
- Grandpaboy (Soundproof/Monolyth, 1997)

### Singles
- Dyslexic Heart (Sony, 1992)
- World Class Fad (Sire/Reprise, 1993)
- I Want My Money Back [sob o alter-ego de Grandpaboy] (Soundproof/Monolyth, 1997)

### Coletâneas
- Besterberg - The Best of Paul Westerberg (Vagrant, 2004)

### DVDs e videos
- Come Feel Me Tremble: The Documentary (Redline, 2003)